# Scavenger (chimica)
In chimica, lo scavenger (letteralmente "spazzino") è una sostanza chimica aggiunta a una soluzione allo scopo di rimuovere impurità indesiderate nei prodotti di reazione.

## Sistemi
Un esempio sono i sistemi di scavenger, utili barriere contro il danno ossidativo, che consistono in una serie di enzimi atti all'arresto della cascata di reazioni dei radicali:
- la superossido dismutasi, che converte il superossido in perossido di idrogeno;
- la catalasi, che demolisce l'acqua ossigenata in acqua ed ossigeno molecolare;
- la glutatione perossidasi, che spazza via i perossidi a spese del glutatione.